# Abstinence, be faithful, use a condom
La estrategia ABC (del inglés "Abstinence, Be faithful, use a Condom": Abstinencia, ser fiel, use preservativo), también conocida como educación sexual basada en la abstinencia, es una política de educación sexual basada en una combinación de "prevención de riesgos" y reducción de daños que modifica el enfoque de la educación sexual basada en la abstinencia, al incluir educación sobre el valor del sexo seguro y el métodos de control de la natalidad. La educación sexual estrictamente basada en la abstinencia promueve la abstinencia sexual hasta el matrimonio, y no enseña sobre sexo seguro ni anticonceptivos. La estrategia ABC pretende hacer énfasis en la abstinencia. Se desarrolló en respuesta a la creciente epidemia de VIH-SIDA en África y para prevenir la propagación de otras infecciones de transmisión sexual. Este enfoque ha sido acreditado por algunos con la disminución del número de personas infectadas por VIH-SIDA en Uganda, Kenia[cita requerida] y Zimbabue,[cita requerida] entre otros.
Una revisión publicada por investigadores británicos en el British Medical Journal concluyó que la abstinencia sexual no fue útil en prevención del sida y que los programas de prevención del sida basados únicamente en la abstinencia sexual no funcionan. Investigadores de la Universidad de Oxford (Reino Unido) han examinado la efectividad de los programas que promocionan la abstinencia en países pobres, analizando los resultados de 13 estudios, con más de 15.000 participantes jóvenes, en comparación con grupos de controles, ningún programa de abstinencia mostró alcanzar efectos beneficiosos sobre la incidencia de sexo vaginal no protegida, número de parejas, uso de preservativo, iniciación sexual, incidencia de embarazos o incidencia de ETS.
Un estudio de la Universidad Stanford de 2009 apunta a un impacto positivo[cita requerida].

## Componentes
La estrategia ABC aborda temas como las relaciones humanas, la biología básica de la reproducción humana,[cita requerida] los métodos de sexo seguro y anticonceptivos, información sobre VIH/sida y el concepto de masturbación en vez de relaciones sexuales. Consiste con más detalle en:
- Abstinencia - El programa anima a los jóvenes a desarrollar la práctica de la abstinencia hasta el matrimonio y alienta a las personas a adoptar normas sociales que apoyen esta práctica.
- Ser fiel - Además, se alienta a practicar la fidelidad dentro de sus matrimonios y otros tipos de relaciones sexuales, eliminando las relaciones con parejas sexuales ocasionales.
- Usar preservativo - El último componente de la estrategia ABC es "el uso correcto y consistente del preservativo", por eso se enseña que si bien el preservativo reduce las posibilidades de transmisión, no elimina el riesgo y que además los preservativos no protegen contra todas las infecciones de transmisión sexual.

## Crecimiento y popularidad en Estados Unidos
Comenzando principalmente en los años ochenta y noventa, se expandió por EE. UU. El programa entendió que no sería posible evitar que las personas adolescentes mantuvieran relaciones sexuales, pero aun así enfatizó que la abstinencia es la única forma garantizada de evitar embarazos no planificados y la contracción de las ITS.  En 1997, el Departamento de Salud y Servicios Humanos estableció una campaña llamada "Girl Power!" centrada en las niñas de 9 a 14 años que fomentaba la abstinencia como una forma de empoderamiento. Para aquellos que rechazarían la abstinencia estos mensajes solo proporcionaron pocas o ninguna esperanza para prevenir el embarazo y la diseminación de la enfermedad. Para dar cuenta de esto, algunos estados incluyeron información sobre anticonceptivos en sus programas de educación sexual junto con  estímulos para que los estudiantes se abstuvieran. De los estados que, en 1995, requirieron educación sobre abstinencia, catorce también incluyeron el uso de métodos anticonceptivos dentro del plan de estudios. Una revisión  rigurosa de los programas de prevención del embarazo también concluyó que existen pocas o ninguna prueba de la efectividad de las intervenciones para la abstinencia exclusiva (Kirby 2001) (DiCenso 2002, Pedlow 2003, Robin 2004). El Representante de la Asociación Médica Americana Henry A Waxman examinó los 13 programas de abstinencia exclusiva más populares que recibieron financiación federal; este informe de 2004 declaró que más del 80% contenía "información falsa, engañosa o distorsionada sobre la salud reproductiva" 
En 1996, el gobierno federal aumentó los fondos para la educación de abstinencia del estado como una inclusión de la Ley de Reforma de Bienestar, la creación del Título V y el programa de abstinencia hasta el matrimonio. El aumento en el financiamiento de la abstinencia creó incentivos para que los estados mantengan estas resoluciones, que tienen más de 20 estados. En 2006 y 2007 se otorgaron $ 176 millones anuales a programas de abstinencia exclusiva. El 30 de junio de 2009, se cortaron los fondos para programas de educación solo de abstinencia, sin fondos adicionales asignados en el presupuesto del año fiscal 2010, y se impulsó para la educación sexual basada en la evidencia científica y los programas de prevención del embarazo adolescente.

## Críticas
Los críticos argumentan que en muchos países las mujeres contraen con frecuencia infecciones, debido a la infidelidad de sus esposos, a pesar de su propia fidelidad en el matrimonio; por lo tanto, las mujeres que siguen las recomendaciones de los promotores de ABC enfrentan un mayor riesgo de infección por VIH. Los condones, las agujas y la negociación son un enfoque alternativo propuesto, como SAVE (prácticas más seguras, medicamentos disponibles, pruebas y asesoramiento voluntarios y empoderamiento a través de la educación, en inglés). Los críticos también argumentan que la estrategia pasa por alto las causas sociales, políticas y económicas de la epidemia y las poblaciones vulnerables: por ejemplo, las trabajadoras sexuales y "quienes no tienen la capacidad de negociar sexo seguro", así como los grupos de riesgo como los homosexuales y los usuarios de drogas intravenosas.[cita requerida]
Según Human Rights Watch, en Uganda en 2005, los programas de sólo abstinencia financiados por Estados Unidos ponían en riesgo de contraer el VIH/sida a niños y jóvenes. Estos programas incluían la retirada de información en primaria e información falsa transmitida en secundaria. Todo ello con la condena pública a los condones por parte del presidente ugandés, Yoweri Museveni, y los contratistas estadounidenses ordenando que no se hablara de ellos en las escuelas.